# 6.5-300 Weatherby Magnum

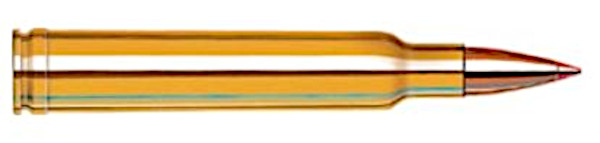
Imagen del cartucho.

}El 6.5-300 Weatherby Magnum es un cartucho calibre 6.5mm desarrollado por Weatherby y lanzado al mercado en el año 2016 como su propuesta al mercado en constante crecimiento de los calibres 6.5mm para rifles de largo alcance.

## Antecedentes
Ante la gran popularidad generada por calibres de 6.5 mm iniciada con el lanzamiento del 6.5 Creedmoor y la posterior introducción del 26 Nosler y del 6.5 PRC. Weatherby lanza el 6.5-300 Weatherby Magnum posicionándolo como el más rápido de los cartuchos comerciales 6.5 mm.
El 6.5-300 Wby Mag es el último cartucho que ha introducido Weatherby con el diseño característico del casquillo belted magnum con doble radio y lanzado al mercado décadas después de su anterior lanzamiento.

## Performance
El 6.5-300 Wby Mag. es actualmente el más rápido de los cartuchos 6.5mm disponibles en el mercado y que además ofrece la trayectoria más plana entre todos los cartuchos metálicos de distintos calibres que actualmente se comercializan.
{{Ficha de munición|name=6.5-300 Weatherby Magnum|image=
Fue desarrollado manteniendo el mismo diseño de los otros calibres Weatherby, con un el mismo casquillo belted magnum del .300 Weatherby Magnum, manteniendo la longitud del casquillo pero reduciendo el diámetro de los hombros para alojar un proyectil de 6.5mm de diámetro, que le da gran capacidad de carga de pólvora, permitiendo generar altas velocidades, trayectorias muy planas y mantener energía a largas distancias aprovechando el alto coeficiente balístico propio de los proyectiles calibre 6.5 mm, volviéndolo un calibre ideal para cazar animales de tamaños medianos a largas distancias.
A diferencia de otros cartuchos weatherby de calibres similares, como el .257 Wby Mag, .270 Wby Mag o el 7mm Wby Mag, que tienen la medida estandar de un .30-06 Springfield (3.34"), el 6.5-300 Wby Mag cuenta con un casquillo de longitud de magnum largo, como el .375 H&H, que son característicos en los cartuchos Wby a partir del calibre .30.
El .6.5-300 Weatherby Magnum es probablemente el calibre Weatherby que logra la trayectoria más plana a distancias mayores a 500 yardas, e incluso el calibre comercial que genere trayectorias más planas a esas distancias, a costas de altas fricciones que degradan los cañones aceleradamente, efecto común en todos los cartuchos Weatherby y en cualquier cartucho que genere muy altas velocidades en general. Cargado con un proyectil de 127 granos, el 6.5-300 Weatherby tiene una velocidad inicial de 3,531 pies por segundo; logrando aventajar en 130 pies por segundo más rápido que el 26 Nosler, 330 pies por segundo al .264 Winchester Magnum y en 680 pies por segundo al 6.5 Creemoor.

## Uso Deportivo
El 6.5-300 Weatherby Magnum es netamente un cartucho de caza mayor, que ofrece una trayectoria sumamente plana a distancias considerables y proyectiles de alto coeficiente balístico que le permite sortear vientos cruzados eficazmente y retener suficiente energía para abatir presas medianas y grandes a distancias considerables. La velocidad generada por el gran volumen de pólvora que aloja su casquillo generan un fuerte retroceso y una rápida erosión del cañón; característica común en toda la cartuchería que ofrece altas velocidades de salida. 

## Disponibilidad
Weatherby Es actualmente el fabricante único de rifles recamarados en el 6.5-300 Weatherby Magnum, en sus modelos Mark V, Vanguard y 307, así como el único proveedor de munición. Es posible recargar el 6.5-300 Wby Mag, con casquillos de .300 Weatherby Magnum.